# Pycnonotus fuscoflavescens
La Bulbul de Andamán (Pycnonotus fuscoflavescens) es una especie de ave paseriforme de la familia Pycnonotidae; algunos la consideran una subespecie de Pycnonotus atriceps.

## Distribución geográfica y hábitat
Es endémica de las selvas de las islas Andamán, pertenecientes a la India.

## Estado de conservación
Se encuentra amenazada por la pérdida de su hábitat natural.